# Handen van de Zaak
De Handen van de Zaak van God is een groep bahá'ís, voor het leven benoemd, waarvan de belangrijkste functie het bevorderen en beschermen van het bahá'í-geloof op het internationale vlak is.
Volgens de Wil en Testament van 'Abdu'l-Bahá moeten ze worden benoemd door de behoeder van het bahá'í-geloof.
De titel is na het overlijden van Shoghi Effendi niet meer gegeven. In september 2007 stierf de laatste nog levende Hand van de Zaak - Dr. Varqá. Het werk van de Handen van de Zaak wordt nu uitgevoerd door Continentale Raadgevers en de Hulpraadsleden.
Er waren totaal vijftig Handen van de Zaak, vier benoemd door Bahá'u'lláh, vier benoemd door `Abdu'l-Bahá en 42 door Shoghi Effendi (inclusief tien postuum). Zevenentwintig Handen waren in leven toen Shoghi Effendi in 1957 stierf.

## Benoemingen

### Benoemd door Bahá'u'lláh
- Hají Mullá `Alí-Akbar (1842-1910), bekend als Hají Ákhúnd
- Hájí Mírzá Muhammad-Taqí (d.1917), bekend als Ibn-i-Abhar
- Mírzá Muhammad-Hasan (1848-1919), bekend als Adíb
- Mírzá `Ali-Muhammad (d.1928), bekend als Ibn-i-Asdaq

### Benoemd door `Abdu'l-Bahá
- Aqa Muhammad-i-Qa'ini (1829-1892), bekend als Nabíl-i-Akbar
- Mirza 'Alí-Muhammad Varqá (d. 1896), de vader van Rúhu'lláh
- Mulla Sadiq-i-Muqaddas, titel Ismu'llahu'l-Asdaq
- Shaykh Muhammad-Riday-i-Yazdi

### Postuum benoemd door Shoghi Effendi
- John Ebenezer Esslemont (1874-1925)
- Hájí Amín (1817-1928)
- Keith Ramsom-Kehler (1876-1933)
- Martha Root (1872-1939)
- Hyde Dunn (1855-1941)
- Siyyid Mustafá Rúmí (d. 1942)
- Abdu'l-Jalil Bey Sa'd (d. 1942)
- Muhammed Taqiy-i-Isfahani (d. 1946)
- Roy C. Wilhelm (1875-1951)
- Louis George Gregory (1874-1951)

### Eerste contingent, benoemd op 24 december 1951 door Shoghi Effendi
- Dorothy Beecher Baker (1898-1954)
- Amelia Engelder Collins (1873-1962)
- `Alí-Akbar Furútan (1905-2003)
- Ugo Giachery (1896-1989)
- Hermann Grossmann (1899-1968)
- Horace Hotchkiss Holley (1887-1960)
- Leroy C. Ioas (1896-1965)
- William Sutherland Maxwell (1874-1952)
- Taráz'u'lláh Samandarí (1874-1968)
- Valíyu'lláh Varqá (1884-1955)
- George Townshend (1876-1957)
- Charles Mason Remey (1874-1974)

### Tweede contingent, benoemd op 29 February 1952 door Shoghi Effendi
- Siegfried Schopflocher (1877-1953)
- Shu'á'u'lláh `Alá'í (1889-1984)
- Músá Banání (1886-1971)
- Clara Dunn (1869-1960)
- Dhikru'lláh Khádim (1904-1986)
- Adelbert Mühlschlegel (1897-1980)
- Corinne Knight True (1861-1961)

### Benoemd door Shoghi Effendi [jaar van benoeming]
- Amatu'l-Bahá Rúhíyyih Khanum (1910-2000) [1952]
- Jalál Khádih (1897-1990) [1953]
- Paul Edmond Haney (1909-1982) [1954]
- `Alí-Muhammad Varqá (1912-2007) [1955]
- Agnes Baldwin Alexander (1875-1971) [1957]

### Laatste contingent, benoemd op 2 oktober 1957 door Shoghi Effendi
- Hasan Muvaqqar Balyúzí (1908-1980)
- Abu'l-Qásim Faizi (1906-1980)
- John Graham Ferraby (1914-1973)
- Harold Collis Featherstone (1913-1990)
- Rahmatu'lláh Muhájir (1923-1979)
- Enoch Olinga (1926-1979)
- John Aldham Robarts (1901-1991)
- William Sears (1911-1992)